# Kurt Schmied
Kurt Schmied (14 de junho de 1926 - 9 de dezembro de 2007) foi um futebolista austríaco que atuava como goleiro.

## Carreira
Kurt Schmied competiu na Copa do Mundo FIFA de 1954, sediada na Suíça, na qual a seleção de seu país terminou na terceira colocação dentre os 16 participantes.